# Красный Партизан (Новосибирская область)
Красный Партизан — исчезнувший посёлок в Венгеровском районе Новосибирской области России. На момент упразднения входил в состав Венгеровского сельсовета. Исключен из учётных данных в 1972 году.

## История
Возник в начале 1930-х годов как одноимённая сельскохозяйственная коммуна организованная жителями села Спасское. В 1950 году колхоз «Красный Партизан» присоединён к колхозу «17-й Партсъезд». С 1957 года отделение совхоза «Тартасский».
Решением Новосибирского облисполкома от 24.04.1972 г. № 264 посёлок исключен из учётных данных как фактически не существующий.